# سارا گیلمن
سارا گیلمن (انگلیسی: Sarah Gilman؛ زادهٔ ۱۸ ژانویهٔ ۱۹۹۶) بازیگر اهل ایالات متحده آمریکا است. وی از سال ۲۰۱۱ میلادی تاکنون مشغول فعالیت بوده‌است.